# Kristin Harmel

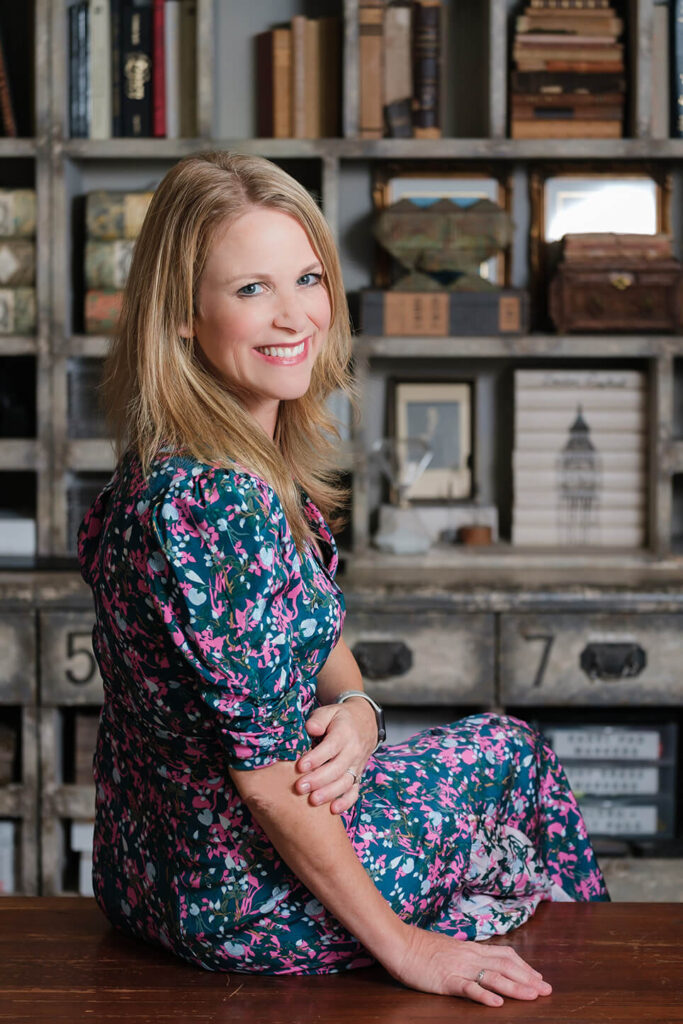
Kristin Harmel 2022

Kristin Harmel (* 1979 in Newton, Massachusetts) ist eine amerikanische Schriftstellerin und Journalistin. Sie verfasste mehrere internationale Bestseller.

## Leben und Karriere
Harmel wuchs bei Boston auf, studierte Journalismus an der Universität von Florida und lebte in Paris und Los Angeles. Heute hat sie ihren Wohnsitz in Orlando (Florida).
In einem Interview gab Harmel an, dass sie seit ihrem 16. Lebensjahr professionell schreibe. Ihre ersten Artikel verfasste sie über Baseball für eine Sportzeitschrift in Florida. Bekannt wurde sie durch Interviews, die sie für das People Magazine durchführte. Außerdem veröffentlicht sie auch Buchkritiken. Im Laufe ihrer Karriere als Journalistin trat sie mehrfach in der beliebten amerikanischen Fernsehsendung The Daily Buzz auf, für die sie unter anderem von der Verfilmung der Harry-Potter-Filme aus Großbritannien berichtete. Ferner war sie Gast bei der TV-Show Good Morning America.
Ihr erster Roman When You Wish richtete sich an eine jugendliche Leserschaft und erschien 2008. In ihren folgenden Werken wurde häufig die Suche junger Frauen nach ihrem Weg im Leben thematisiert. Mit mehreren ihrer Romane erlangte sie internationale Beachtung, The Book of the Lost Names sowie The Whinemaker`s Wife wurden internationale Bestseller und in viele Sprachen übersetzt. Diese und weitere ihrer Bücher sind Historische Romane und spielen während des Zweiten Weltkriegs. Sie erfreuen sich meist positiver Kritik, so wird beispielsweise The Book of the Lost Names als „an engaging and evocative novel“ (ein fesselnder und eindrucksvoller Roman) bezeichnet.

## Auszeichnungen
2013 erhielt Kristin Harmel den von Lesern verliehenen LovelyBooks Community Award in der Kategorie Liebesroman für Solange am Himmel Sterne stehen.

## Veröffentlichungen (Auswahl)
- The Sweetness of Forgetting. 2012, ISBN 978-1-4516-4429-6.
  - Solange am Himmel Sterne stehen. Deutsch von Veronika Dünninger, Blanvalet, München 2013, ISBN 978-3-442-38121-0.
- The Life Intended. Querus Publishing, 2015, ISBN 978-1-84866-488-3.
  - Über uns der Himmel. Deutsch von Veronika Dünninger, Blanvalet, München 2015, ISBN 978-3-442-38333-7.
- When We Meet Again. Gallery Books, New York 2016, ISBN 978-1-4767-5416-1.
  - Heute fängt der Himmel an. Deutsch von Veronika Dünninger, Blanvalet, München 2017, ISBN 978-3-641-18053-9.
- The Room on Rue Amelie. Gallery Books, New York 2018, ISBN 978-1-5011-7140-6.
  - Ein Ort für unsere Träume. Deutsch von Veronika Dünninger, Blanvalet, München 2018, ISBN 978-3-7341-0567-8.
- The Winemaker´s Wife. Welbeck, London 2019, ISBN 978-1-78739-484-1.
  - Das letzte Licht des Tages. Deutsch von Veronika Dünninger, Knaur, München 2020, ISBN 978-3-426-22712-1.
- The Book of the Lost Names. Gallery Books, New York 2021, ISBN 978-1-9821-3190-6.
  - Das Buch der verschollenen Namen. Deutsch von Veronika Dünninger, Knaur, München 2021, ISBN 978-3-426-22713-8.
- The Forest of Vanishing Stars. Gallery Books, New York 2021, ISBN 978-1-9821-5893-4.
  - Das Verschwinden der Sterne. Deutsch von Veronika Dünninger, Knaur, München 2022, ISBN 978-3-426-22771-8.
- The Paris Daughter. Gallery Books, New York 2023, ISBN 978-1-9821-9170-2.